# Arquivo Nacional de Timor-Leste

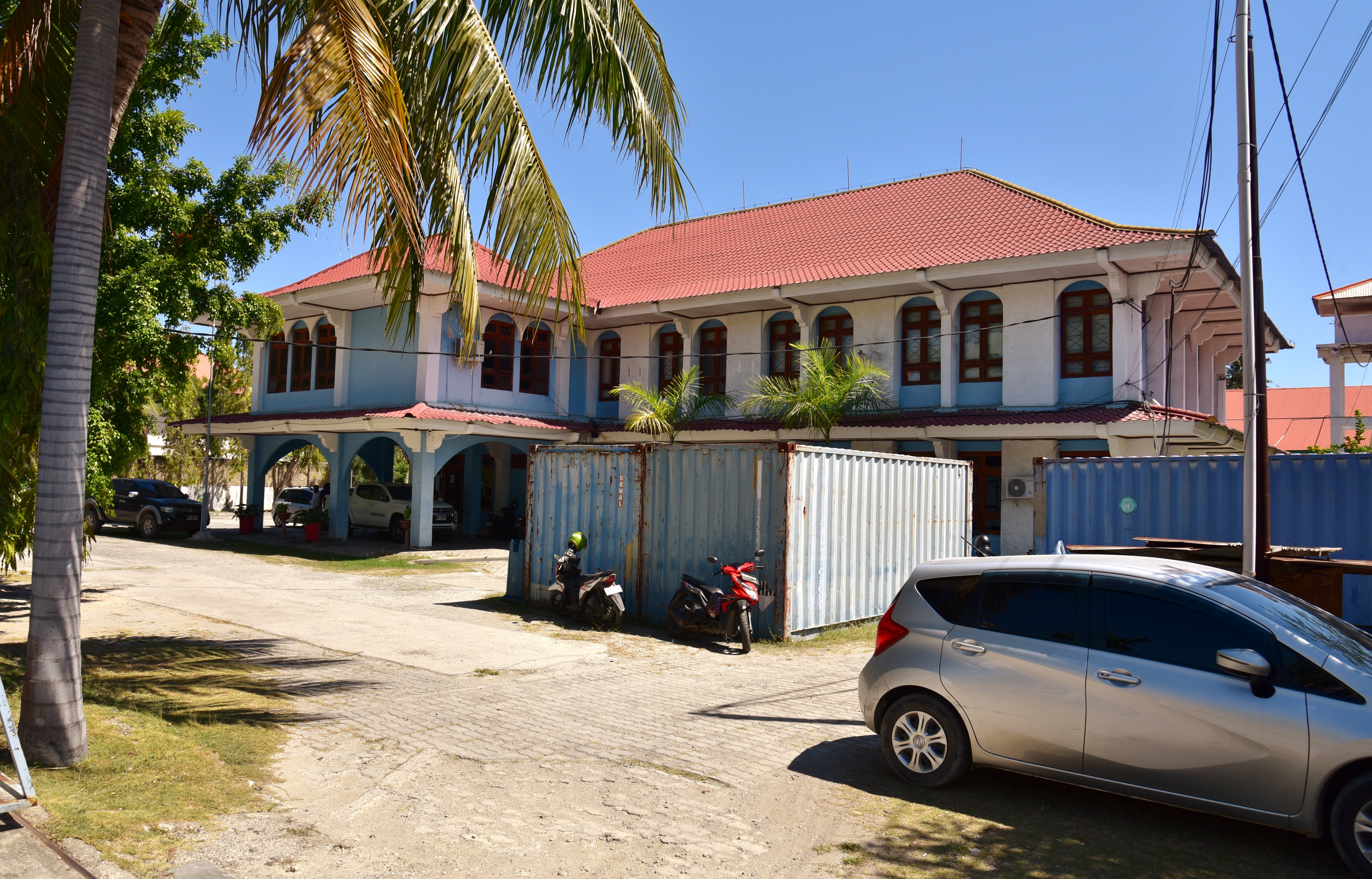
Palacete da sede.

O Arquivo Nacional de Timor-Leste é o arquivo criado com personalidade jurídica pública e autonomia administrativa sob a tutela directa do Ministério da  Administração Estatal e Ordenamento do Teritório, responsável pela recuperação, manutenção e guarda dos documentos históricos e os oficiais do pais.

## Competências
É o órgão central do Sistema Nacional de Arquivos e suas principais competências institucionais são:
- Promover a recuperação e restauração de documentos de importância histórica  para o país.
- Assegurar a guarda e depósito adequado aos documentos históricos e  oficiais.
- Propor e desenvolver normas e instruções pertinentes à classificação,  tratamento, restauro e arquivamento da documentação.
- Estabelecer ligações e propor a celebração de acordos de cooperação com  entidades congêneres nacionais e estrangeiros.
- Assegurar aos investigadores, estudiosos e público em geral, o acesso à  documentação histórica a oficial que não esteja coberta por segredo de  Estado.
- Promover a padronização das normas e práticas de arquivamento na  Administração Pública.